# Joel Cedergren
Joel Cedergren, född 22 juli 1974, är en svensk fotbollstränare och före detta fotbollsspelare. Från 2023 är han sportchef i GIF Sundsvall

## Karriär
Cedergren blev 2012 assisterande tränare i GIF Sundsvall efter flera år inom föreningen som ungdomstränare. Inför säsongen 2013 blev han tillsammans med Roger Franzén huvudtränare.
2018 ledde han klubben till poäng- och målrekord i Allsvenskan efter en åttondeplats i tabellen. 
Den 30 augusti 2019 meddelade GIF Sundsvall att Cedergren fick lämna sitt uppdrag då laget låg sist i Allsvenskan utan seger på 15 raka matcher. Den 23 december 2021 blev Cedergren presenterad som ny huvudtränare i Örebro SK. Den 8 april blev Cedergren sparkad efter endast en match.
Den 29 november 2022 presenterades han som ny huvudtränare i Sundsvalls DFF i Elitettan för damer.
Under hösten 2023 lämnade Cedergren SDFF och återvände till GIF Sundsvall i ny roll som assisterande sportchef och stöttade under slutet av säsongen även tränarstaben. 
Från 2024 ersatte han Tommy Naurin som sportchef i GIF Sundsvall.